# مينجي

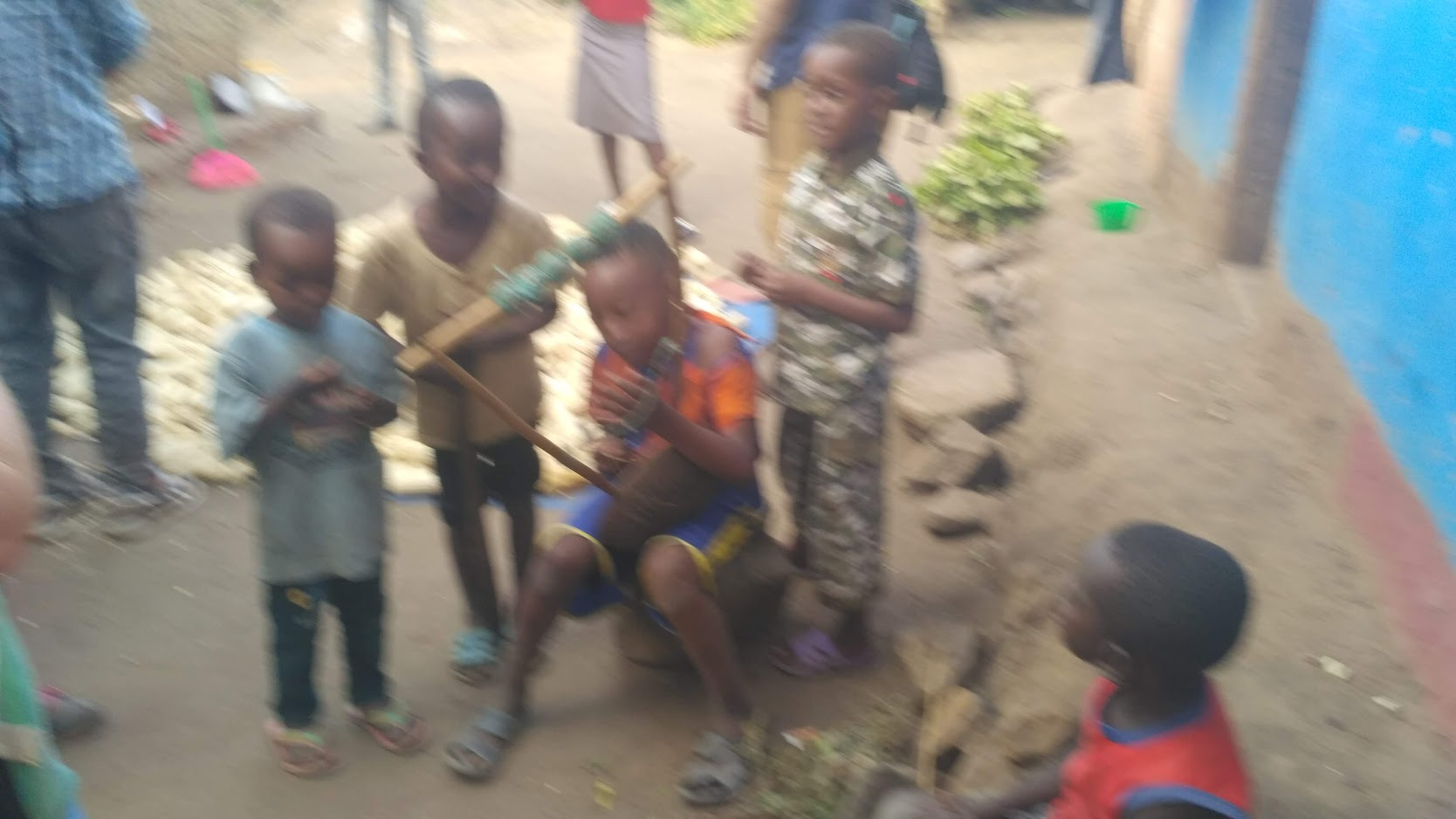

مينجي (بالإنجليزية:Mingi) هو مصطلح بجنوب إثيوبيا. ويطلق على الأطفال الذين يعانون من تشوهات جسدية ملحوظة مثل ظهور الأسنان العلوية قبل الأسنان السفلية، التوائم والأطفال المولودين خارج إطار الزواج. يعتبر هؤلاء الأطفال نجسين وبالتالي قادرين على جلب اللعنات إلى الناس.
إذا أعتبر الطفل منجي فإن القبيلة تقوم بقتله إما بالتجويع أو بالإغراق في النهر. وأحيانا يتم التخلص من هؤلاء الأطفال إما عن طريق وضع التراب في أفواههم والخنق أو ترك الأطفال في الغابة. يتخذ كبار السن في القبيلة قرارًا باعتبار الطفل مينجي ولكن تنفيذ عملية القتل يتم من قبل أفراد آخرين من القبيلة. 
في يوليو من عام 2012 حظرت قبيلة كارو رسميًا ممارسة مينجي، لكنها لا تزال جزءًا نشطًا من نظام الإيمان عند بعض أفراد القبائل. يُعتقد أن ما يصل إلى 686,000 فرد لا يزالون يمارسونها سراً. 